# Финикиянки (Фриних)
«Финикия́нки» (др.-греч. Φοίνισσαι, Phoinissai) — трагедия древнегреческого драматурга Фриниха, впервые поставленная на сцене в Афинах в 476 году до н. э. Её текст почти полностью утрачен, сохранились только мелкие отрывки.

## Сюжет и судьба пьесы
Сюжет пьесы связан с Саламинской битвой 480 года до н. э., в которой греческий флот разбил персов. Евнух, готовивший сидения для советников царя Ксеркса I, рассказывает об этой битве хору, который состоял, по-видимому, из жён моряков-финикийцев, погибших в схватке. Известно, что начиналась трагедия со слов евнуха «Вот из персов, ушедших в далёкий поход…». Детали сюжета неизвестны, но предположительно пьеса состояла главным образом из песен-плачей хора, а разработанного действия в ней не было. Драматург явно апеллировал к патриотическим чувствам зрителей в ситуации, когда Афины восстанавливались после войны под руководством Фемистокла. Именно этот политик, командовавший при Саламине, выступал при постановке «Финикиянок» в роли хорега, то есть нёс все расходы. Известно, что пьеса имела огромный успех у публики и что тетралогия, в состав которой она входила, заняла на состязании первое место.
Спустя четыре года Эсхил создал трагедию «Персы» на ту же тему. В ней, как и у Фриниха, вестник рассказывает хору о поражении персов, но ещё до его появления выходят другие персонажи, рассказывающие о своих мрачных предчувствиях. Благодаря этому Эсхил, по выражению антиковеда В. Ярхо, создаёт на смену «своего рода траурной кантате» (пьесе Фриниха) «подлинную трагедию».
Трагедию под названием «Финикиянки» впоследствии написал Еврипид (411/409 год до н. э.), но он использовал совершенно другой сюжет, связанный с мифологией.